# Eva Pawlik
Eva Pawlik-Seeliger (* 4. Oktober 1927 in Wien; † 31. Juli 1983 ebenda) war eine österreichische Eiskunstläuferin und Filmschauspielerin. Sie war Europameisterin und Olympiazweite, langjähriger Top-Star der Wiener Eisrevue und die erste Eiskunstläuferin der Welt, die TV-Sportkommentatorin wurde (beim ORF).

## Kindheit und Jugend
Vor dem Zweiten Weltkrieg galt Eva Pawlik als „Wunderkind“ auf dem Eis, als sie im Alter von nur vier Jahren bereits schnelle Pirouetten drehte und mühelos den einfachen Axel stand. Legendär war ihre Schaulauf-Nummer „Das Märchen vom standhaften Zinnsoldaten“ gemeinsam mit dem Wiener Weltmeister Felix Kaspar, mit dem sie international Aufsehen erregte. 1937 drehte sie im Alter von neun Jahren in Arosa den Kurzfilm Sonnige Jugend, in dem nicht nur ihre kunstläuferischen, sondern auch ihre schauspielerischen Talente bereits deutlich zum Ausdruck kamen.
Im Paarlauf gewann Eva Pawlik – gemeinsam mit ihrem späteren Ehemann Rudi Seeliger – eine Reihe von Jugend- und Juniorenmeistertiteln (immer vor den späteren Weltmeistern Kékesy/Király aus Ungarn) und den Österreichischen Meistertitel 1942 (präziser: Ostmarktitel, da Österreich nach dem Anschluss an das Deutsche Reich nicht existierte und der geografische Bereich Österreichs damals als „Ostmark“ bezeichnet wurde), bis der Krieg die beiden auseinanderriss. Rudi Seeliger musste einrücken und geriet an der Ostfront in Gefangenschaft, aus der er erst im Dezember 1949 zurückkehren sollte. Eva Pawlik konnte nur als Einzelläuferin weitertrainieren.

## Europa- und Weltmeisterschaften, Olympische Spiele 1948
Bei den ersten entscheidenden internationalen Meisterschaften nach dem Zweiten Weltkrieg (Europameisterschaft 1947 und Weltmeisterschaft 1947) wurde Österreicherinnen und Österreichern die Teilnahme verwehrt, und so hatte die Konkurrenz im Jahr 1948, als Österreich wieder in die Internationale Eislaufunion aufgenommen war, bereits Rang und Namen voraus. Dennoch gelang es Eva Pawlik, bei der Europameisterschaft 1948 auf Anhieb beste Europäerin zu werden. Der Titel ging jedoch an die Kanadierin Barbara Ann Scott. Dass eine Nichteuropäerin Europameisterin werden konnte, blieb einmalig in der Sportgeschichte. Im Jahr 1948 errang Pawlik noch zwei weitere zweite Plätze: Silber bei den Olympischen Spielen in St. Moritz und bei der Weltmeisterschaft in Davos. Zu Eva Pawliks Trainern gehörten Gustav Hügel, der Weltmeister von 1897, 1899 und 1900, Angela Hanka, die WM-Zweite von 1914, Rudolf Kutzer und Edi Scholdan, in dessen Broadmoor Ice Revue (Colorado Springs) sie im Sommer 1948 der große Star war.

## Europa- und Weltmeisterschaften 1949
1949 holte Pawlik in Mailand trotz einer akuten Blinddarmentzündung den längst fälligen Europameistertitel. Den ihr zustehenden Titel bei der Weltmeisterschaft 1949 raubte ihr ein äußerst mysteriöser Zwischenfall, dem bis heute der Verdacht von Sabotage anhaftet: Bruch des Eisschuhs kurz vor der Kür, sodass Pawlik aufgeben musste und die Tschechin Alena Vrzáňová, bei der EM sowohl in der Pflicht als auch in der Kür klar hinter der Wienerin, Weltmeisterin werden konnte.

## Film und Eisrevue
Eva Pawlik war schon 1948 im Zuge einiger Schaulaufveranstaltungen in den USA angeboten worden, einen Hollywood-Film mit Gene Kelly zu drehen, der seine Tanzkünste auf einem am Eis fahrenden Podest mit ihrem Kunstlauf kombinieren wollte. Billy Wilder sollte Regie führen, die spätere Oscar-Preisträgerin Helen Rose die Kostüme entwerfen. Pawlik lehnte jedoch ab, um ihren Amateurstatus für 1949 zu erhalten. Als sie im Sommer 1949 Professional wurde, entschied sich für eine Karriere bei der Wiener Eisrevue. Auch hier interessierte sich der Film für sie: „Frühling auf dem Eis“ (1950) war der Titel des abendfüllenden Streifens, in dem sich Pawlik unter der Regie von Georg Jacoby in der weiblichen Hauptrolle als Partnerin von Hans Holt auch als Schauspielerin behaupten konnte. Die Liste der Darsteller liest sich wie das „Who is who“ der damaligen Film- und Theaterprominenz: Erich Auer, Hertha Mayen, Harry Fuß, Oskar Sima, Heinz Conrads und Ernst Waldbrunn. Die Musik stammte von Nico Dostal und Hanns Elin (Pseudonym des Zwölftöners Hanns Jelinek). Der Film mit Eva Pawlik an der Spitze des Ensembles hat die spätere zweifache Paarlaufolympiasiegerin Ljudmila Jewgenjewna Beloussowa (Protopopow) inspiriert, den Eiskunstlauf zu erlernen. Der Film wurde nämlich auch russisch synchronisiert, da die Wiener Filmstudios während der Besatzungszeit zum russischen Sektor gehörten.
Der Walzerkönig Robert Stolz widmete Eva Pawlik seine erste Eis-Operette („Die ewige Eva“, 1952).
Bei der Wiener Eisrevue, deren Tourneen durch ganz Europa führten (6-wöchige Gastspiele unter anderem in Berlin, Antwerpen, Moskau und Leningrad), wurde Eva Pawlik zur gefeiertsten und routiniertesten Showläuferin Europas seit der dreifachen Olympiasiegerin Sonja Henie aus Norwegen. So lautete das Urteil von Morris Chalfen, dem Boss des Konkurrenz-Unternehmens „Holiday on Ice“. Die US-amerikanische Kunstlauf-Journalistin Kelli Lawrence schreibt: "Wenn jemals das Zepter von einer maßgeblichen Eiskönigin Europas an eine andere übergeben worden ist, dann geschah das mit Henie und Pawlik." Ihre Vielseitigkeit stellte Pawlik nicht nur dadurch unter Beweis, dass sie die einzige promovierte „Eisbombe“ des Ensembles war (Germanistik); internationale Beachtung gewann sie vor allem damit, dass sie nicht nur als Einzel-, sondern auch als Paarläuferin – gemeinsam mit ihrem Mann Rudi Seeliger (Heirat im Februar 1957) – alle Register eines Showprofis zog. Die Eleganz ihrer Armbewegungen beim Wiener Walzer war ihr Markenzeichen, die Schleuderfiguren, bei denen Rudi Seeliger seine Frau an einem Fuß packte und kreisförmig durch die Luft wirbelte, sodass Evas Kopf an einer Stelle den Aufschlag auf das Eis nur knapp verfehlte, die akrobatische Sensation. Pawlik und Seeliger wechselten 1955 zur deutschen Scala-Eisrevue und kehrten 1958 wieder zur Wiener Eisrevue zurück.
Im Film Traumrevue (1959) mit Susi Nicoletti und Waltraut Haas wurde Pawlik wieder als Schauspielerin eingesetzt. Am Eis lief sie einerseits – ihrer Rolle in der Rahmenhandlung entsprechend – als der große (fiktive) Eisrevuestar Ilona Karoly, andererseits war sie für Waltraut Haas das Double auf dem Eis.

## Erste TV-Sportkommentatorin der Welt
Zu Beginn der 60er Jahre hängte Eva Pawlik ihre Schlittschuhe an den Nagel, wurde Mutter und begann eine weitere Karriere: als erste Eiskunstläuferin und überhaupt als erste Frau der Welt, die TV-Sportkommentatorin wurde. Von 1963 bis 1972 kommentierte Pawlik – damals vielfach zur prime time mit enorm hohen Einschaltziffern – für den ORF alle Europa- und Weltmeisterschaften sowie alle olympischen Bewerbe im Eiskunstlauf – "ähnlich der Arbeit von Dick Button, der an diesem Punkt seiner Karriere das Gleiche für die Vereinigten Staaten machte". Im „Rot-weiß-roten Sportarchiv“ würdigt der langjährige Chef der „Presse“-Sportredaktion Josef Metzger Eva Pawliks Kommentar als „sachlich, voll Wissen, gründlich und doch wieder so volkstümlich, dass es die breite Masse verstand. Auch in ihrer zweiten Eiskarriere, in der sie anderen, etwa Ingrid Wendl die Spur legte, wurde sie Spitze. Es gehörte zum guten Ton, die Pawlik zu hören. Ihr Wort zählte, ihr Kommentar hatte Gewicht.“

## Wissenschaftliche Arbeit
In ihrer Dissertation (Promotion zur Doktorin der Philosophie an der Universität Wien 1954) setzte sich Eva Pawlik mit der Lyrik von Stephan Milow (Pseudonym von Stephan von Millenkovich) wissenschaftlich auseinander.
Eva Pawlik war die erste Frau in der Geschichte der Universität Wien, welche bei einer Promotionsfeier die lateinischen Dankesworte sprach, die immer ein Promovend stellvertretend für alle Promovenden an den Rektor, den Dekan und den Promotor richtet ("Pro collato honore et dignitate gradus gratias innumeras agimus.").
Von 1973 bis 1981 unterrichtete sie an einem neusprachlichen Gymnasium Deutsch und Englisch.

## Tod
Eva Pawlik starb am 31. Juli 1983 nach schwerer Krankheit, wenige Monate nach ihrem Mann Rudi Seeliger. Sie wurde am Wiener Zentralfriedhof bestattet.

## Ergebnisse
| Wettbewerb/Jahr                 | 1942 | 1946 | 1947 | 1948 | 1949 |
| ------------------------------- | ---- | ---- | ---- | ---- | ---- |
| Olympische Winterspiele         |      |      |      | 2.   |      |
| Weltmeisterschaften             |      |      |      | 2.   | Z    |
| Europameisterschaften           |      |      |      | 2.   | 1.   |
| Österreichische Meisterschaften | 1.*  | 1.   | 1.   | 1.   | 1.   |

Z = Zurückgezogen (wegen Bruch des Eisschuh-Absatzes beim Einlaufen zur Kür)

* 1942 im Paarlauf mit Rudi Seeliger („Ostmark“-Meisterschaften statt Österreichischer Meisterschaften)

## Filmografie
- 1937: Sonnige Jugend
- 1950: Frühling auf dem Eis
- 1956: Eis mit Früchten serviert[12]
- 1959: Traumrevue
- 1962: Drei Liebesbriefe aus Tirol

## Weitere Informationen
Im Jahr 2008 wurde im Bezirksmuseum Wien-Meidling die Ausstellung „Die Wiener Eisrevue. Einst Botschafterin Österreichs – heute Legende“ gezeigt.
Vom Oktober 2014 bis zum Jänner 2015 fand in der Wiener Stadthalle eine Ausstellung über die Wiener Eisrevue statt ("Traumfabrik auf dem Eis"), in der Filme von Eva Pawlik und Rudi Seeliger auf dem Eis vorgeführt wurden. Begleitend erschien ein gleichnamiges Buch.

### Bücher (Auswahl)
- Eva Pawlik, Autobiografischer Beitrag In: Ernst Koref u. a.: Als ich 19 war. Jugend&Volk, Wien 1981, ISBN 3-224-10415-5.
- Roman Seeliger: Die Wiener Eisrevue. Ein verklungener Traum. Hölder-Pichler-Tempsky, Wien 1993, ISBN 3-7004-0680-0.
- Roman Seeliger: Die Wiener Eisrevue. Einst Botschafterin Österreichs – heute Legende. Herausgeber: Bezirksmuseum Meidling, Wien 2008.
- Ingrid Wendl: Eis mit Stil. Jugend&Volk, Wien 1979, ISBN 3-7141-7105-3.
- Ingrid Wendl: Mein großer Bogen. Böhlau, Wien 2002, ISBN 3-205-99465-5.
- Isabella Lechner: Wienerinnen, die lesen, sind gefährlich. Kapitel „Eva Pawlik“. Elisabeth Sandmann Verlag, München 2012, ISBN 978-3-938045-72-5.

### Wissenschaftliche Arbeit
- Isabella Lechner, Die Wiener Eisrevue. Diplomarbeit Universität Wien, 2008

### Zeitungsartikel (Auswahl)
- Figure skating „Favored to win, Eva Pawlik was forced to withdraw“. In: Life Magazine, 14. März 1949.
- Eiskönigin erobert die Welt. In: Wiener Wochenausgabe. 29. Januar 1953.
- Paarlauf-Olympiasieger Ernst Baier: Eva Pawlik und Rudi Seeliger sind gegenwärtig das beste Paar im ganzen Eisshow-Business. Ein Trick ist nicht dabei. Die beiden können es eben. In: Lübecker Nachrichten. 20. Juli 1956.
- „Berliner Luft“ und Wiener Eisrevue. In: Die Presse. 16. Dezember 1958.
- Die Revue der großen Eisläufer – Dr. Eva Pawlik: auch heute noch die beste Läuferin der Wiener Eisrevue. In: Der Tag. (Berlin), 10. November 1959.
- Eva Pawlik wieder Sololäuferin. In: Neues Österreich, 10. August 1960
- Degree No Barrier – Lady Doctor Skates To Fame – Dr. Eva Pawlik. In: New York World Telegram. 11. Oktober 1960.
- Im Spiegel des Tages (Porträt Eva Pawlik). In: Der Tagesspiegel´. 25. Juli 1961 (Berlin).
- Sie sagen Ihnen, wer siegt. Wir stellen TV- und Radiosprecher der Olympiade vor – Die einzige Frau unter zwölf Männern: Eva Pawlik, Europameisterin und Eisrevuestar. In: Das Kleine Blatt. Jänner 1964.
- Sonderapplaus für Eva Pawlik. In: Kronenzeitung. 5. Februar 1971.
- Eva Pawlik and Rudi Seeliger (ausführlicher Artikel von Susan D. Russel über die Lebensgeschichten und Karrieren von Pawlik und Seeliger). In: International Figure Skating Magazine. USA Jänner/Februar 2009.
- Die Wiener Eisrevue und ihr größter Star Eva Pawlik (Artikel von Manuela Buyny) In: Pirouette (Internationale Zeitschrift für Eissport und Rollsport) Ausgabe Juli/August 2013.